# In de Verzekering tegen de Grote Dorst

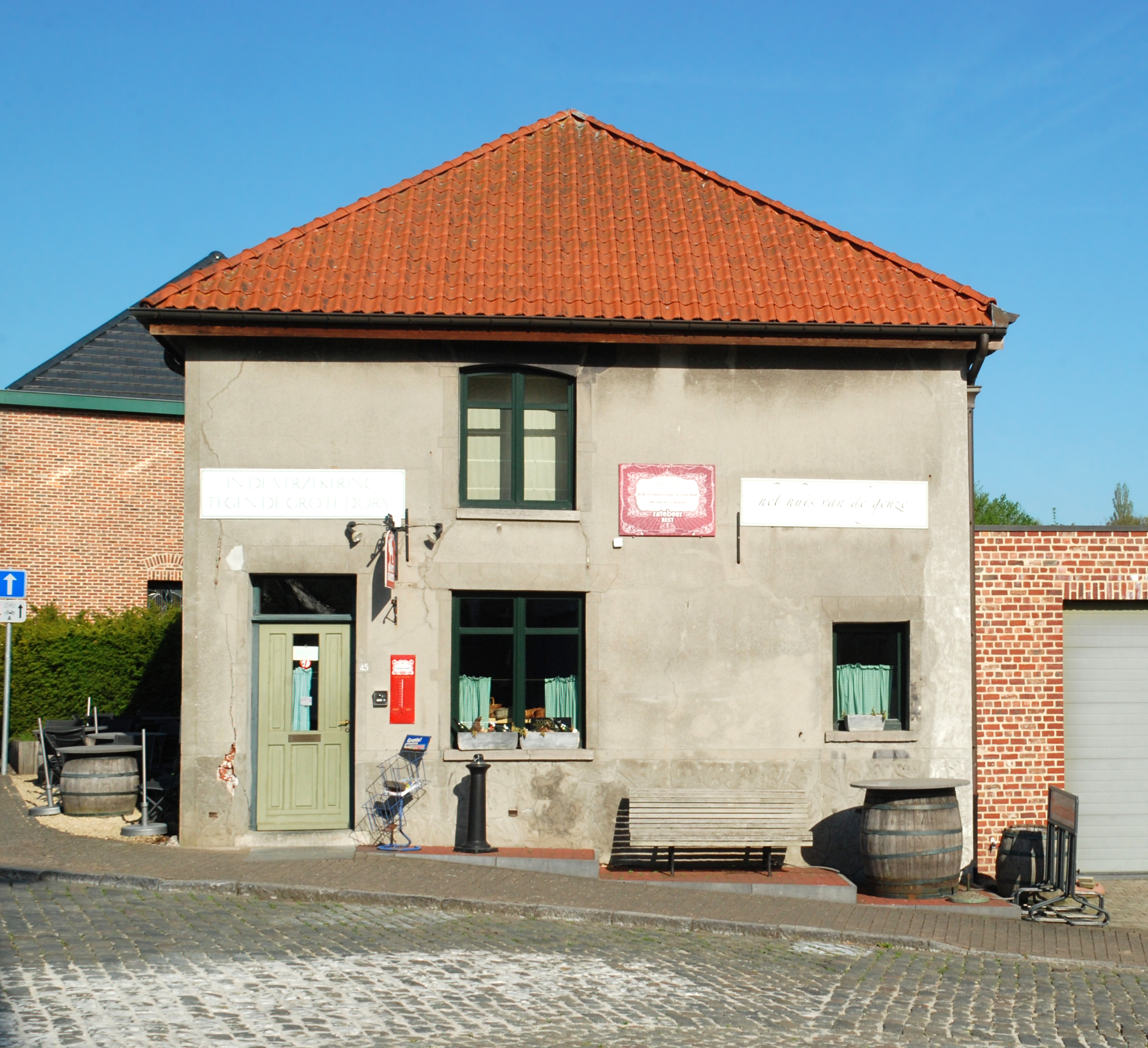
La façade du café
In de Verzekering tegen de Grote Dorst.

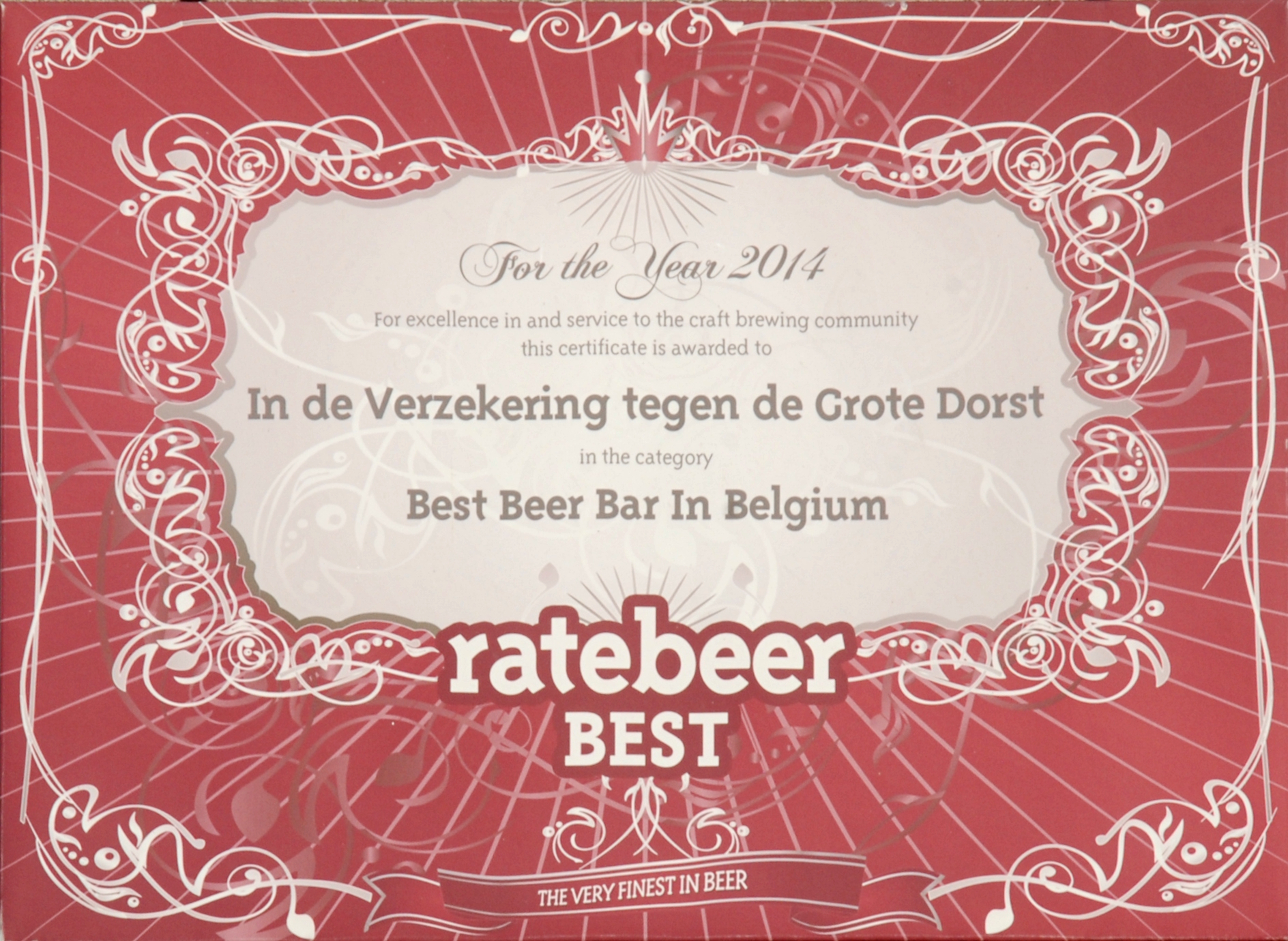
Plaque Best Beer Bar In Belgium 2014.

In de Verzekering tegen de Grote Dorst (Dans l'assurance contre la grande soif en néerlandais) est un café situé dans le Pajottenland. Le pub se trouve dans le centre du lieu-dit d'Eizeringen dans la commune de Lennik et fait partie, tout comme l'église Sainte-Ursule et le château Neufcour, du patrimoine protégé communal.
In de Verzekering tegen de Grote Dorst s'est spécialisé dans les bières de la vallée de la Senne, telles que le lambic, la gueuze et la kriek.

## Prix
Le café a été élu en 2015, 2018 et 2019 comme meilleure destination au monde pour boire une bière par les utilisateurs du site web RateBeer. Auparavant, il a aussi reçu le prix du meilleur bar à bière de Belgique et du monde.
En 2009, le café recevait le titre de 'Strafste café van Vlaanderen' (traduit librement par "café le plus dingue de Flandres") après un vote organisé par "Vlanderen Vakantieland en Toerisme Vlaanderen".

## Histoire
L'auberge est une des plus vieilles bâtisses du village. Le café aurait été construit avec les restes de la taille de pierres utilisées pour la construction de l'église Sainte-Ursule au milieu du dix-neuvième siècle,.
Les données cadastrales remontent en tout cas jusqu'à l'année 1842.
En 1999, Margriet (85), la propriétaire des lieux, mit le café en vente. Voyant qu'il allait disparaître faute d'acquéreurs, Yves et Kurt Panneels, deux frères habitant la commune d'Eizeringen achetèrent le café, le rénovèrent et décidèrent de n'ouvrir le café que les dimanches.